# Махмудов, Дильшод Махамаджанович
Дильшод Махамаджанович Махмудов (узб. Dilshod Mahamajanovich Mahmudov; род. 30 ноября 1982, Ташкент) — узбекский боксёр, представитель полусредней, первой полусредней и лёгкой весовых категорий. Выступал за сборную Узбекистана по боксу на всём протяжении 2000-х годов, серебряный призёр чемпионата мира, чемпион Азиатских игр, обладатель серебряной медали чемпионата Азии, чемпион Центральноазиатских игр, победитель и призёр многих турниров международного значения, участник двух летних Олимпийских игр. В период 2009—2010 годов боксировал также на профессиональном уровне. Ныне — тренер по боксу.

## Биография
Дильшод Махмудов родился 30 ноября 1982 года в городе Ташкенте Узбекской ССР.

### Любительская карьера
Дебютировал на международной арене в сезоне 2000 года, выступив на чемпионате мира среди юниоров в Будапеште.
Первого серьёзного успеха на взрослом международном уровне добился в сезоне 2002 года, когда вошёл в основной состав узбекской национальной сборной и в зачёте лёгкой весовой категории одержал победу на Азиатских играх в Пусане, в частности в финале взял верх над представителем Южной Кореи Пэк Джон Сопом. Боксировал на чемпионате Азии в Серембане, проиграв уже на предварительном этапе олимпийскому чемпиону из Таиланда Сомлуку Камсингу. Также в этом сезоне стал бронзовым призёром Кубка короля в Бангкоке и выступил на Мемориале Странджи в Пловдиве, где на стадии четвертьфиналов был остановлен россиянином Александром Малетиным.
В 2003 году поднялся в первый полусредний вес. Был лучшим на Центральноазиатских играх в Душанбе и на Афро-Азиатских играх в Индии, завоевал золотую медаль на Всемирных военных играх в Италии, стал бронзовым призёром Мемориала Странджи, уступив в полуфинале титулованному кубинцу Марио Кинделану. На чемпионате мира в Бангкоке дошёл до четвертьфинала, где был побеждён венгром Дьюлой Кате.
На азиатском первенстве 2004 года в Пуэрто-Принсесе выиграл серебряную медаль, благодаря этому достижению удостоился права защищать честь страны на летних Олимпийских играх в Афинах — в категории до 64 кг благополучно прошёл первого соперника по турнирной сетке, тогда как во втором четвертьфинальном бою со счётом 28:32 потерпел поражение от кубинца Юделя Джонсона.
После афинской Олимпиады Махмудов остался в составе боксёрской команды Узбекистана и продолжил принимать участие в крупнейших международных соревнованиях. Так, в 2005 году в первом полусреднем весе он выиграл серебряную медаль на мировом первенстве в Мяньяне, уступив в решающем финальном поединке казаху Серику Сапиеву. Выступил на чемпионате Азии в Хошимине.
В 2006 году был лучшим на чемпионате военнослужащих в Германии, получил бронзу на Мемориале Странджи, проиграв в полуфинале болгарину Борису Георгиеву. Добавил в послужной список бронзовую награду, полученную на Азиатских играх в Дохе, где был побеждён корейцем Син Мён Хуном.
На чемпионате мира 2007 года в Чикаго уже на предварительном этапе был остановлен французом Алексисом Вастином.
В 2008 году стал вторым на Кубке мира в Москве, проиграв в финале кубинцу Карлосу Банто, отметился победами на Кубке президента АИБА в Тайбэе и на международном турнире Gee-Bee в Хельсинки, в частности в финале взял верх над представлявшем Эстонию Артуром Акавовым. Занял второе место на азиатской олимпийской квалификации в Бангкоке, пропустив вперёд только корейца Кима Чон Джу, и тем самым прошёл отбор на Олимпийские игры в Пекине. На Играх был знаменосцем узбекской делегации на церемонии открытия. Выступая в категории до 69 кг, сумел одолеть двоих оппонентов, но в третьем бою на стадии четвертьфиналов со счётом 7:12 потерпел поражение от казаха Бакыта Сарсекбаева, который в итоге и стал победителем этого олимпийского турнира.

### Профессиональная карьера
Вскоре по окончании пекинской Олимпиады Дильшод Махмудов покинул расположение узбекской сборной и в ноябре 2009 года успешно дебютировал на профессиональном уровне. В течение года провёл четыре профессиональных поединка в Австралии, во всех одержал победу, однако на этом завершил спортивную карьеру.
Впоследствии вернулся на родину и работал тренером в ташкентской Специализированной детско-юношеской школе олимпийского резерва по боксу № 8.

## Награды
- Медаль «Шухрат» (2006)[4]
- Заслуженный спортсмен Республики Узбекистан (2007)[5]